# Amphoroidea typa
Amphoroidea typa är en kräftdjursart som beskrevs av H. Milne Edwards 1840. Amphoroidea typa ingår i släktet Amphoroidea och familjen klotkräftor. Inga underarter finns listade i Catalogue of Life.